# Aledo (Texas)
Aledo es una ciudad ubicada en el condado de Parker en el estado estadounidense de Texas. En el Censo de 2010 tenía una población de 2.716 habitantes y una densidad poblacional de 405,51 personas por km².

## Geografía
Aledo se encuentra ubicada en las coordenadas 32°41′51″N 97°36′25″O / 32.69750, -97.60694. Según la Oficina del Censo de los Estados Unidos, Aledo tiene una superficie total de 6.7 km², de la cual 6.7 km² corresponden a tierra firme y (0%) 0 km² es agua.

## Demografía
Según el censo de 2010, había 2.716 personas residiendo en Aledo. La densidad de población era de 405,51 hab./km². De los 2.716 habitantes, Aledo estaba compuesto por el 95.36% blancos, el 0.11% eran afroamericanos, el 0.63% eran amerindios, el 1.03% eran asiáticos, el 0.07% eran isleños del Pacífico, el 1.44% eran de otras razas y el 1.36% pertenecían a dos o más razas. Del total de la población el 8.51% eran hispanos o latinos de cualquier raza.